# سیمونه بوتی

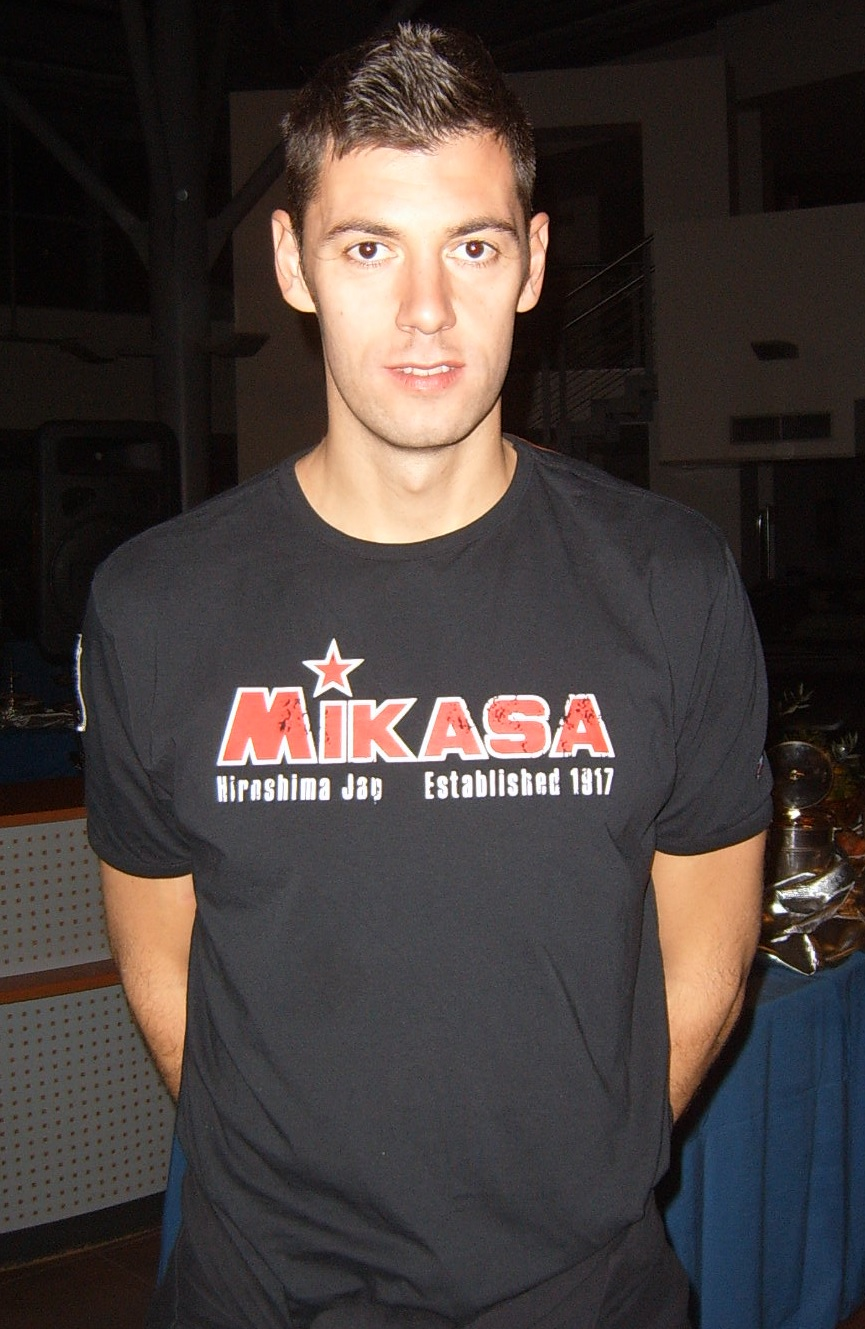
در پروجا سری آ ۲۰۱۳

سیمونه بوتی (ایتالیایی: Simone Buti زاده ۱۲ سپتامبر ۱۹۸۳) بازیکن والیبال اهل ایتالیا؛ عضو تیم ملی والیبال ایتالیا و باشگاه اومبریا پروجا است.
وی به همراه دیگر بازیکنان تیم ملی ایتالیا به عنوان کاپیتان دوم تیم به مدال نقره مسابقات المپیک ریو ۲۰۱۶ دست یافت.